# Пегкалан-Бату
Пегкалан-Бату — один з 18 мукімів (районів) округи (даера) Бруней-Муара, Бруней.
У мукімі бере початок річка Бруней, витоки якої знаходяться поблизу селищ Бату-Ампар і Лімау-Маніс. Неподалік від витоку до річки впадає ліва притока Іманг, на якій 1997 року було побудовано водосховище.
На території селища Лімау-Маніс розташовано археологічну пам'ятку з великим поселенням X-XIV століть, відкриту 2002 року

## Адміністративний поділ
- Кампонг Пенгкалан Бату
- Кампонг Бату Ампар
- Кампонг Батанг Перhентіан
- Кампонг Букіт Белімбінг
- Кампонг Куала Лураh
- Кампонг Йунйонган
- Кампонг Лімау Маніс
- Кампонг Wасан
- Кампонг Масін
- Кампонг Батонг
- Панчор Мураі
- Кампонг Бебуло